# Завада (Мазовецьке воєводство)
Завада (пол. Zawada) — село в Польщі, у гміні Пшисуха Пшисуського повіту Мазовецького воєводства.
Населення — 204 особи (2011).
У 1975-1998 роках село належало до Радомського воєводства.

## Демографія
Демографічна структура станом на 31 березня 2011 року:
|          | Загалом | Допрацездатний вік | Працездатний вік | Постпрацездатний вік |
| -------- | ------- | ------------------ | ---------------- | -------------------- |
| Чоловіки | 108     | 23                 | 76               | 9                    |
| Жінки    | 96      | 16                 | 58               | 22                   |
| Разом    | 204     | 39                 | 134              | 31                   |